# 凯拉·乔治
凯拉·玛丽·乔治（1989年5月1日—），旧姓弗朗西斯（Francis），澳大利亚女子篮球运动员。她曾代表澳大利亚参加2018年英联邦运动会篮球比赛，获得一枚金牌。她也曾参加2016年和2020年夏季奥林匹克运动会。
2023年6月，喬治與澳大利亞國家女子籃球聯賽（WNBL）雪梨火焰簽下三年合約，第三年為雙方選擇權。2024年3月，喬治在WNBL休賽季期間與女子超級籃球聯賽（WSBL）國泰人壽簽下短期合約，合約至5月結束。最終喬治助隊在第19季WSBL冠軍賽以3比1擊退台元紡織奪下冠軍，個人獲選冠軍賽MVP。2025年4月，喬治重返WSBL國泰人壽。

## 外部連結
- 凱拉·喬治在fiba.basketball（英语）
- 凱拉·喬治在archive.fiba.com（存檔）（英语）
- 凱拉·喬治在WNBA官網（英语）
- 凱拉·喬治在法國女子籃球聯賽官網（法语）
- 凱拉·喬治在Basketball-Reference.com（國際）（英语）
- 凱拉·喬治在Basketball-Reference.com（WNBA）（英语）
- 凱拉·喬治在Eurobasket.com（球員）（英语）
- 凱拉·喬治在Proballers（英语）
- 凱拉·喬治在Olympics.com（英语）
- 凱拉·喬治在Olympedia（英语）
- 凱拉·喬治在Australian Olympic Committee（英语）
- 凱拉·喬治在Flashscore（英语）